# Charles Howell III

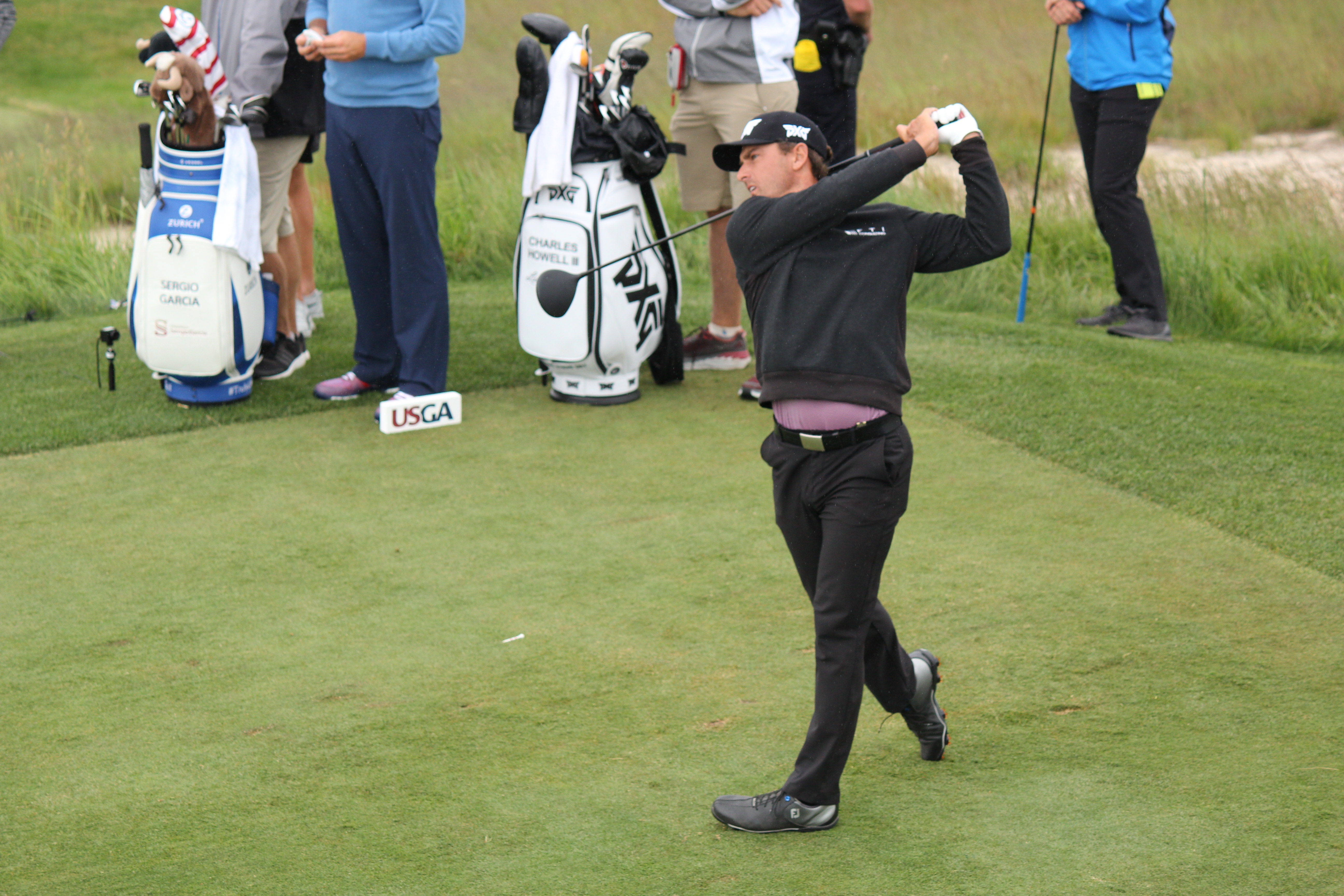
Charles Howell III vid 2018 års US Open.

Charles Gordon Howell III, född 20 juni 1979 i Augusta i Georgia, är en amerikansk professionell golfspelare som spelar för Liv Golf. Han har tidigare spelat bland annat på PGA Tour och Korn Ferry Tour.
Howell III har vunnit tre PGA-vinster. Hans bästa resultat i majortävlingar är en delad tionde plats vid 2003 års PGA Championship. Han kom också på delad nionde plats vid 2021 års The Players Championship.
Han deltog också vid 2003 och 2007 års Presidents Cup, den första blev oavgjord medan den andra resulterade i vinst.
Howell III studerade vid Oklahoma State University–Stillwater och spelade samtidigt golf för deras idrottsförening Oklahoma Cowboys. Han vann både lagtävlingen med Cowboys och individuell totalvinnare för 2000 års NCAA-säsong för herrar.